# U Equulei
U Equulei är en långsam irreguljär variabel (L) i stjärnbilden Lilla hästen, som är en f.d. AGB-stjärna.
Stjärnan varierar mellan visuell magnitud +13,4 och 14,5 utan någon fastställd periodicitet.